# San Francisco de Macorís
San Francisco de Macorís es la tercera ciudad la República Dominicana, capital de la Provincia de Duarte. Con una extensión urbana de 38,59 km². Esta ciudad ha tenido un papel relevante en la historia dominicana, siendo una de las ciudades más activas en el país en el ámbito económico y social. Fue terminal de ferrocarril y es actualmente el centro comercial de la zona Nordeste. La actividad industrial se desarrolla en torno a la transformación y exportación de los productos de la zona como cacao, café, frutos, maíz, arroz, ganado y la cera de abeja.

## Localización
Está situada en la porción nordeste de la isla, a orillas del Río Jaya, afluente del Río Camú, en la parte oriental el valle del Cibao (Valle de la Vega Real). Su extensión aproximada es 750 km². 

## Demografía
De acuerdo con el censo de 2010, el municipio tenía una población de 188 118 habitantes. Según el censo de 2002, es el municipio dominicano con el mayor porcentaje de personas dentro de la clase media, así también como de la clase alta. El 69% de la población pertenecía a la clase media, 8% a la clase alta, 21% se encontraba en situación de pobreza y 2% en pobreza extrema. Sin embargo, a pesar de la vasta producción histórica de cacao y arroz en la región, y de ser el principal centro de comercio y servicios en el nordeste, el factor que determinó el súbito empuje económico de la ciudad fue el constante envío de remesas, muchas veces substanciales, de parte de los miles de francomacorisanos que emigraron a los Estados Unidos durante la década de los ochenta y principios de los noventa.

## Límites
Municipios limítrofes:
|                                       | Norte: Gaspar Hernández y Río San Juan |                                                           |
| Oeste: Tenares, Villa Tapia y La Vega |                                        | Este: Nagua, El Factor, Castillo, Las Guáranas y Pimentel |
|                                       | Sur: Fantino y Jima Abajo              |                                                           |

## Distritos municipales
Está formado por los distritos municipales de:
| Nombre                                  | Código   |
| --------------------------------------- | -------- |
| San Francisco de Macorís                | 03060101 |
| La Peña                                 | 03060102 |
| Cenoví                                  | 03060103 |
| Jaya                                    | 03060104 |
| Presidente Don Antonio Guzmán Fernández | 03060105 |

## Historia
A la llegada de los españoles en 1492, la isla estaba dividida en cinco cacicazgos, uno de esos era el cacicazgo de Maguá, que era fundamentalmente el Cibao y tenía a Guarionex como Jefe Cacique, donde residía un estado taíno con caracteres centralistas y patriarcales. Toda la región nordeste del país era parte del cacicazgo de Maguá. Los ciguayos y mazorijes que poblaban esas jurisdicciones del hoy municipio de San Francisco de Macorís, integraban una especie de cacicato, que a su vez era gobernado por Mayobanex.
La región estaba originalmente habitada por los nativos mazorijes, de donde luego tomó su nombre. Ramón Alberto Ferreras "El Chino", luego de analizar varios historiadores concluye: “Maçorix no era solo un conglomerado social aborigen o un río oriental, sino también un idioma, un árbol y un nombre propio”, por su lado el nombre de San Francisco se le atribuye a Fray Juan Borgoñón de la orden Franciscana, quien se había diseminado por las tierras adentro, con el fin de continuar la obra de atender las necesidades espirituales de la población y se radicó en estas comarcas, de aquí se puede inferir el origen del nombre San Francisco de Macorís. 
La primera ciudad fundada en las cercanías de San Francisco de Macorís fue Concepción de La Vega, o Vega Vieja, en el año 1497. Después de la Vega se estableció Cotuí en el 1505, en un lugar rico en oro. Durante siglos todo lo que hoy es San Francisco de Macorís y la provincia Duarte fue periferia rural de La Vega y Cotuí respectivamente.
No fue sino hasta el tratado de Aranjuez en 1777, cuando se redefinieron los límites fronterizos, pues desde 1630, se mantuvo la isla en una constante convulsión política, y fue este tratado que puso término aparente a la lucha. A partir de entonces España promueve una política poblacional desde el Cibao Central hasta la frontera con el propósito de afianzar la integridad territorial, y muchas de las ciudades que habían sido oficialmente destruidas en las Desvastaciones de Osorio de 1605 a 1606, fueron restablecidas, y otras fueron elevadas en categoría de Villa a Ciudad.  
Este fue el caso de la Villa del Rincón de Santa Ana de San Francisco de Macorís también llamada anteriormente Hato Grande, que hasta 1718 fue su dueño Francisco Ravelo Polanco, alcalde provincial de la Santa Hermandad de Santiago de los Caballeros, y más tarde la tradición señala a Juan de Alvarado y las familias Tejada y De Jesús como los dueños de los terrenos y donantes del área territorial para el propósito de su fundación. De ellos se conoce a María Tejada, esposa de Bernardo Pantaleón del Villar y Francisca Tejada, esposa de Juan González; todos estos antepasados de familias prominentes del hoy municipio de Salcedo. 
Quedó registrada su fundación el 20 de septiembre de 1778 (fue la primera con acta de nacimiento), como consta en lo que es tenido como su acta fundamental, y se trata de un acto auténtico levantado por el escribano público Dionicio de la Rocha, en el paraje nombrado el Rincón de San Francisco, junto al río Jaya, quien se trasladó a este lugar en compañía del alcalde mayor de Santiago, Joaquín Pueyo y Don Juan de Alvarado apoderado de éstos para reconocer y elegir los terrenos. 
El nombre de San Francisco de Macorís viene de una fusión del nombre de “la orden Franciscana” (una organización religiosa de España que vino a este territorio durante la colonización) y el nombre del pueblo indígena del territorio, que antiguamente se escribía maçorix. En ese momento se fijaron ocho estacas o linderos para definir los límites, estos márgenes fueron revisados y restablecidos con mayor solidez posteriormente en 1890 y 1928 respectivamente.
En el año de 1795, se firma el tratado de Basilea en el cual España cede a Francia la totalidad del territorio de la isla Española. Francia toma posesión de la parte Española en 1801, y es bajo la gerencia francesa que se concibe una nueva división política de la isla y a la ciudad de San Francisco de Macorís se le asignó categoría de parroquia. Se supone que fue a partir de ese momento en que se establece el cabildo o ayuntamiento de la ciudad, aunque sólo conocemos acta de las resoluciones de dicho cabildo a partir del 1811.
Es por diligencias del General Manuel María Castillo que el 2 de octubre de 1896, el dictador Ulises Heureaux (Lilís) convirtió el municipio de San Francisco de Macorís en Distrito Provincial "Pacificador" (título con que sus aduladores llamaban a Lilís). En aquel entonces se le asignó como comunes al Puesto Cantonal de Matanzas, la Sección de Monte Abajo, Villa Riva, Cantón Castillo, entre otros. San Francisco de Macorís se convierte así en la ciudad capital de la entidad. 

El nombre de Distrito Pacificador le duró hasta el 26 de julio de 1926, cuando la Cámara Legislativa del Gobierno del General Horacio Vásquez, le cambió el nombre por el de Provincia Duarte, el cual mantiene hoy día. El 20 de mayo de 1963 los regidores de la ciudad aprobaron el cambio de nombre de las principales calles de San Francisco de Macorís por petición de la Fundación de Héroes de Constanza, Maimón y Estero Hondo. La comitiva de la Fundación de Héroes la integraban la señora Rosa Elba Carrón de Almánzar y la señorita Ángela Negrette.

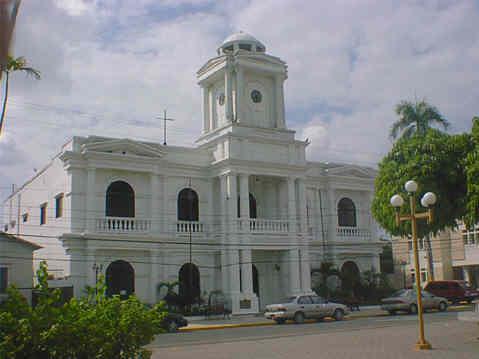
Palacio del Ayuntamiento de San Francisco de Macoris, ubicado en el centro de la ciudad

## Geografía y Clima
El relieve de la provincia de Duarte oscila entre 17 metros, a 942 metros sobre el nivel del mar, alcanzando su máxima elevación en la Reserva Científica Loma Quita Espuela. Existen dos grandes regiones geológicas: al norte la Cordillera Septentrional y al sur el Valle de la Vega Real y la áspera topografía del Delta del Rio Yuna. 
San Francisco de Macorís posee un clima subtropical, los meses más cálidos son los de junio, julio y agosto donde la temperatura ha llegado hasta los 40C y los meses más frescos son diciembre, enero y febrero con temperaturas que oscilan los 16C y 25C.
| Parámetros climáticos promedio de San Francisco de Macorís, República Dominicana | Parámetros climáticos promedio de San Francisco de Macorís, República Dominicana | Parámetros climáticos promedio de San Francisco de Macorís, República Dominicana | Parámetros climáticos promedio de San Francisco de Macorís, República Dominicana | Parámetros climáticos promedio de San Francisco de Macorís, República Dominicana | Parámetros climáticos promedio de San Francisco de Macorís, República Dominicana | Parámetros climáticos promedio de San Francisco de Macorís, República Dominicana | Parámetros climáticos promedio de San Francisco de Macorís, República Dominicana | Parámetros climáticos promedio de San Francisco de Macorís, República Dominicana | Parámetros climáticos promedio de San Francisco de Macorís, República Dominicana | Parámetros climáticos promedio de San Francisco de Macorís, República Dominicana | Parámetros climáticos promedio de San Francisco de Macorís, República Dominicana | Parámetros climáticos promedio de San Francisco de Macorís, República Dominicana | Parámetros climáticos promedio de San Francisco de Macorís, República Dominicana |
| Mes                                                                              | Ene.                                                                             | Feb.                                                                             | Mar.                                                                             | Abr.                                                                             | May.                                                                             | Jun.                                                                             | Jul.                                                                             | Ago.                                                                             | Sep.                                                                             | Oct.                                                                             | Nov.                                                                             | Dic.                                                                             | Anual                                                                            |
| -------------------------------------------------------------------------------- | -------------------------------------------------------------------------------- | -------------------------------------------------------------------------------- | -------------------------------------------------------------------------------- | -------------------------------------------------------------------------------- | -------------------------------------------------------------------------------- | -------------------------------------------------------------------------------- | -------------------------------------------------------------------------------- | -------------------------------------------------------------------------------- | -------------------------------------------------------------------------------- | -------------------------------------------------------------------------------- | -------------------------------------------------------------------------------- | -------------------------------------------------------------------------------- | -------------------------------------------------------------------------------- |
| Temp. máx. media (°C)                                                            | 29                                                                               | 29                                                                               | 30                                                                               | 30                                                                               | 30                                                                               | 32                                                                               | 33                                                                               | 31                                                                               | 31                                                                               | 31                                                                               | 31                                                                               | 30                                                                               | 30.6                                                                             |
| Temp. mín. media (°C)                                                            | 16                                                                               | 20                                                                               | 20                                                                               | 21                                                                               | 22                                                                               | 23                                                                               | 23                                                                               | 23                                                                               | 23                                                                               | 21                                                                               | 20                                                                               | 18                                                                               | 20.8                                                                             |
| Precipitación total (mm)                                                         | 64                                                                               | 56                                                                               | 53                                                                               | 71                                                                               | 188                                                                              | 140                                                                              | 145                                                                              | 178                                                                              | 180                                                                              | 188                                                                              | 99                                                                               | 84                                                                               | 1446                                                                             |
| Fuente: Servicio de Información Meteorológica Mundial Marzo de 2012              |                                                                                  |                                                                                  |                                                                                  |                                                                                  |                                                                                  |                                                                                  |                                                                                  |                                                                                  |                                                                                  |                                                                                  |                                                                                  |                                                                                  |                                                                                  |

## Lugares de interés
- Complejo Deportivo Juan Pablo Duarte: En este complejo se encuentran el Pabellón Bajo Techo Mario Ortega "El Águila", la Pista de Atletismo y el Estadio Julián Javier. Además, dentro del mismo, hay recintos deportivos en los que se practica voleibol, softball, tenis, fútbol, gimnasia.
- Ayuntamiento de San Francisco de Macorís.
- Biblioteca Municipal Hilma Contreras.
- Biblioteca Comunitaria Dr. William House.
- Country Club San Diego.
- Hotel Líbano.
- Parque Juan Pablo Duarte.
- Parque Juan Bosch y Gaviño Parque de la Piña.
- Parque Policarpio Mora.
- Jardín Botánico de San Francisco de Macorís.
- Parque Ecológico Ribera del Jaya.
- Sendero del Cacao.
- Loma Quita Espuela.
- Las Caobas Hotel y Casino.
- Coliseo Gallístico de San Fco. de Macorís.
- MM Racing Speedway.
- La Ciudad Agropecuaria.

## Vida nocturna

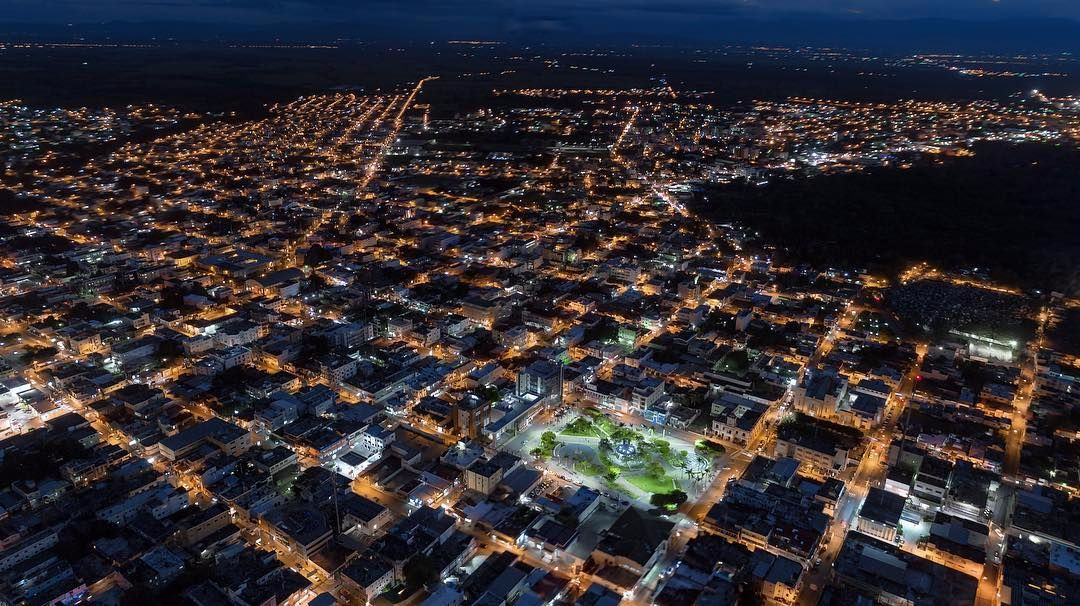
Vista aérea nocturna de la Ciudad de San Francisco de Macorís

San Francisco de Macorís, tiene una de las vidas nocturnas más vibrantes del país, en la ciudad es constante en la creación de nuevos establecimiento para el entretenimiento y ocio. Varios restaurantes y bares ubicados en puntos estratégicos de la zona urbana del municipio, proporcionan esparcimiento y diversión para atraer multitudes de los habitantes de la ciudad y los turistas que acoge, por lo que es una zona de activa vida nocturna, considerado por muchas personas a ser una de las mejores del país y de las más activas a nivel nacional.
Entre estos podemos destacar: Roof Club, Avalon Discotec, Bravo Liquor Store, La Rondita, CUE Lounge Restaurant, Blue Bar, New Parisian Bistro, D'Moya Restaurant, Maikitos, Catalina Restaurant, Buffalo Steak House, El Dorado Restaurant, Tu Quipe, Sushi Bali, entre otros .

## Clubes y parques

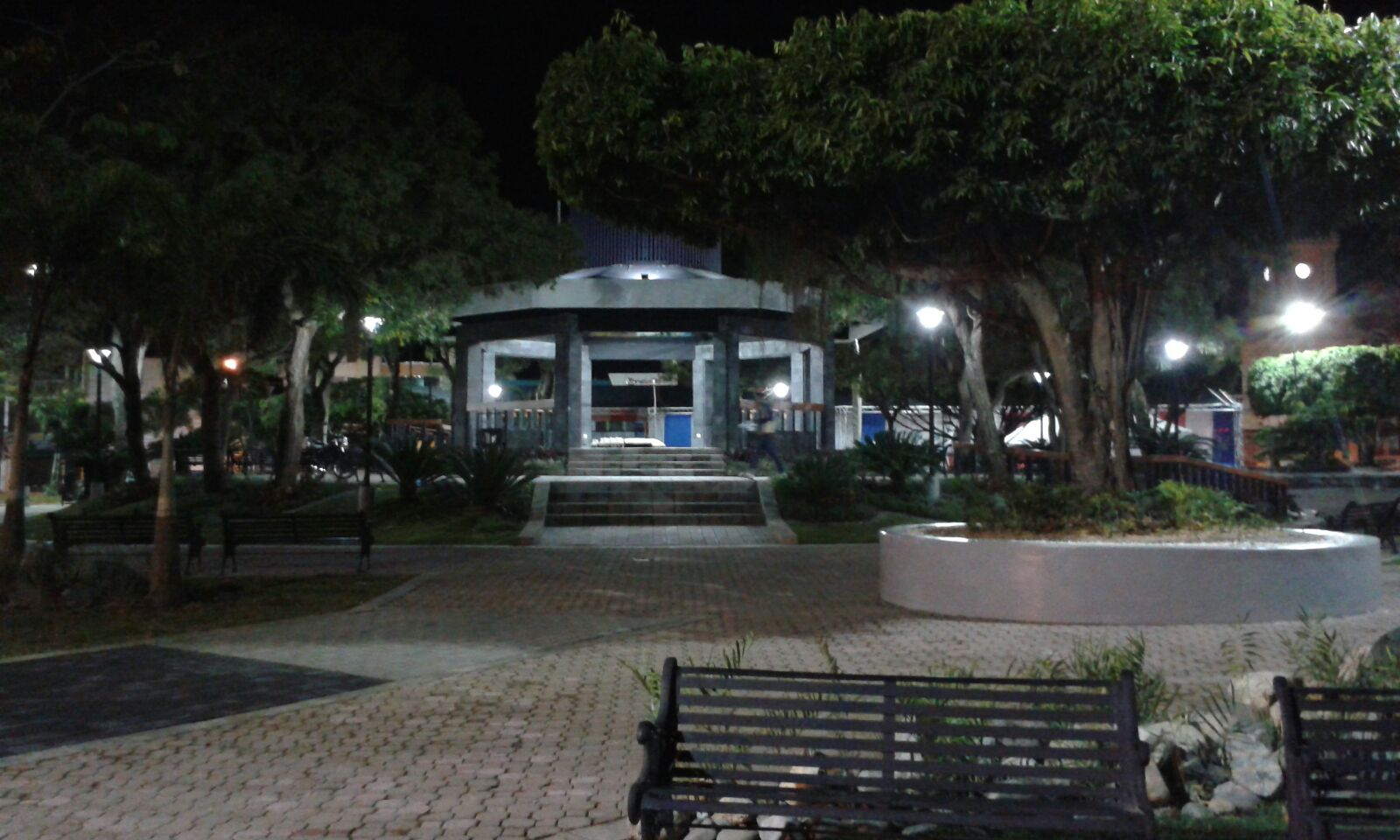
Parque Duarte de San Francisco de Macorís tras su remodelación

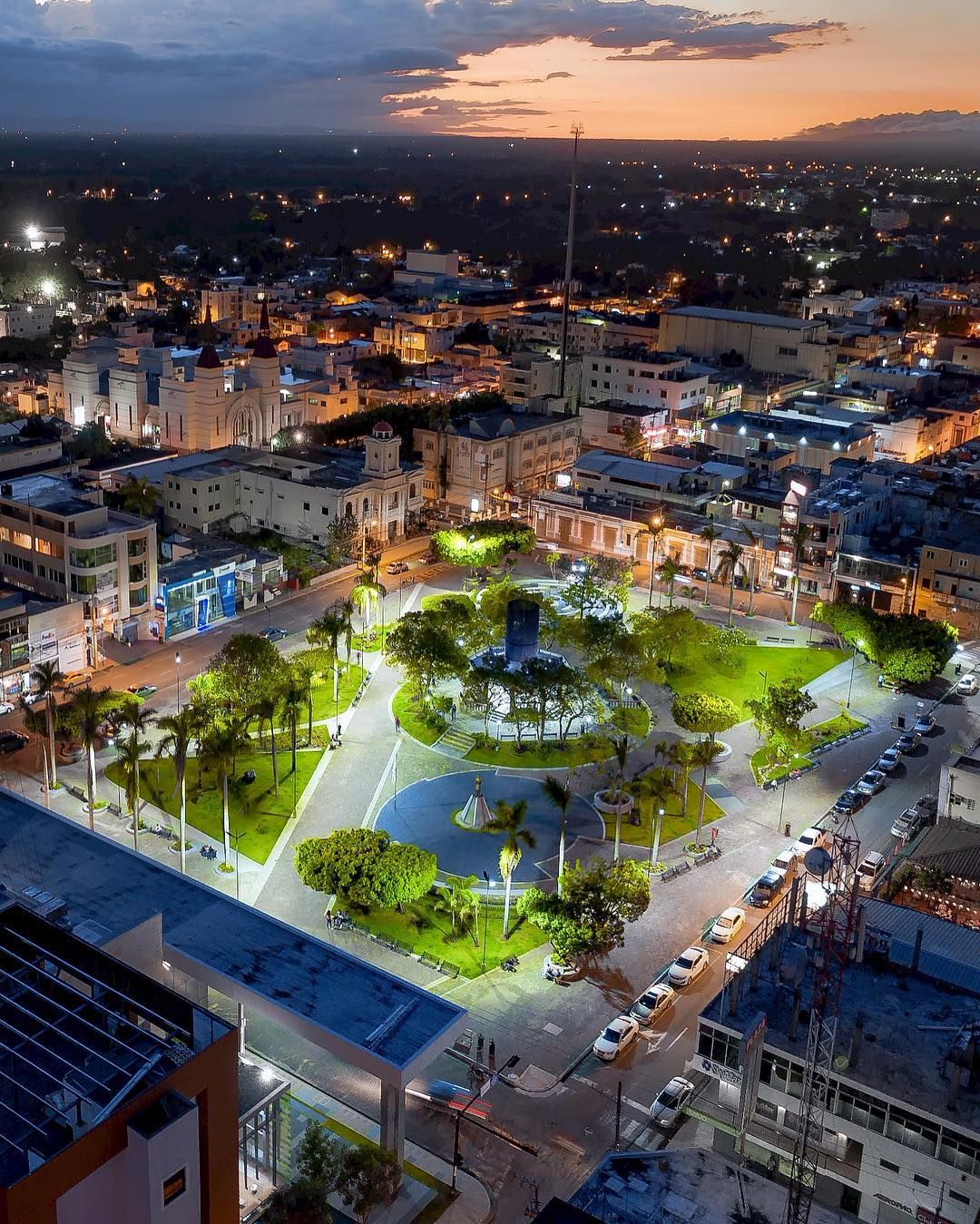
Toma aérea del Parque Duarte de San Francisco de Macorís tras su remodelación.

- Parque Duarte: Se encuentra en el centro de la ciudad, frente al Palacio municipal, el Hotel Líbano y el Club  Esperanza. Por su ubicación e importancia es el parque más visitado de la zona. Muchas actividades tienen lugar en ella, al igual que el día de Duarte, donde miles de personas, incluido el presidente del país se reúnen para ver el desfile en memoria a Juan Pablo Duarte. En los últimos años fue objeto de una profunda renovación tras años de deterioro. La remodelación fue posible por el llamado "Patronato del Parque" que agrupa al sector privado que tiene sus locales en sus inmediaciones y al Ayuntamiento.*Club Esperanza: conocido como el primer club en la historia de San Francisco de Macorís, ubicado en centro de la ciudad frente al grandioso parque Duarte.
- San Diego Club de Campo: Conocido localmente como San Diego Country Club, es el popular club cerca del Hotel Las Caobas. Este lugar es muy visitado durante la hora de verano, por la población de San Francisco y también turistas. Estas instalaciones contienen, 4 canchas blandas de tenis de campo, en caliche, Piscina de recreación con su San Diego bar donde encontramos todo tipo de bebidas nacionales e internacionales; Área de clases y prácticas de Golf , único en la región, Play de Softball, áreas de recreación infantil, Sala de Billar y Dominoes, Gran salón de Fiestas y actividades y el Salón de Conferencias Ban Reservas; Canchas de Baloncesto y Voleiball y un sinnúmero de entretenimientos a disfrutar.
- El Club Mayorista: Otro popular club de la ciudad, situado en la Avenida Antonio Guzmán Fernández. Muchas actividades se desarrollan en ella, como el deporte, la natación, el voleibol y la Feria Nacional de muestra.
- Parque Juan Bosch y Gaviño conocido también Parque de la Piña se encuentra localizado en la Urbanización La Piña. Es un lugar ideal para los que realizan cualquier tipo de deporte o de encuentro.
- Parque Los Mártires: También se encuentra en la Avenida Antonio Guzmán Fernández. En él se sitúa el Monumento a los Héroes de Constanza, Maimón y Estero Hondo. Actualmente se encuentra en proceso de remodelación.

## El Palacio Municipal y la famosaSirena del ayuntamiento

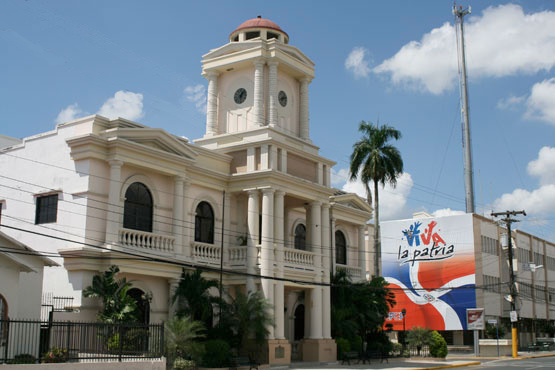
Palacio del Ayuntamiento de San Francisco de Macoris

El Ayuntamiento de San Francisco de Macorís, es la jefatura de los consejos de la ciudad y del alcalde de la ciudad. En este viejo edificio, los políticos a cargo de la provincia Duarte gobiernan el municipio. Este edificio está situado en el centro de la ciudad, limitada en el norte por la calle 27 de Febrero y en el oeste por la calle Restauración frente al parque Duarte. 
Fue construido en 1945 por el ingeniero mocano Enrique Arturo Curiel Rojas, por orden del dictador Rafael Leónidas Trujillo. Este imponente edificio levantado en hormigón armado, conserva intacto el sello arquitectónico de la T (de Trujillo) en su fachada frontal, como todos los palacios públicos construidos en la era del dictador.
La sirena municipal o comúnmente llamada Sirena del ayuntamiento o Sirena de los bomberos fue instalada el 27 de febrero de 1950 en el palacio del ayuntamiento municipal. Una versión da cuenta que esta sirena la mandó el presidente de Estados Unidos, Harry Truman a San Francisco, California y por error llegó a Santo Domingo.
Por diligencias del exsenador Chilín Camilo, quien era amigo del dictador Trujillo, se logró que la misma se instalara en esta ciudad. Antes funcionaba una campana que instaló en el año 1936 en la factoría Piña, para llamar a sus trabajadores en los horarios de 6:45 de la mañana, 12 del mediodía y 6:00 de la tarde, esto sucedió cuando Manuel De Jesús Bonó (Masú) era el alcalde.

## Catedral de Santa Ana

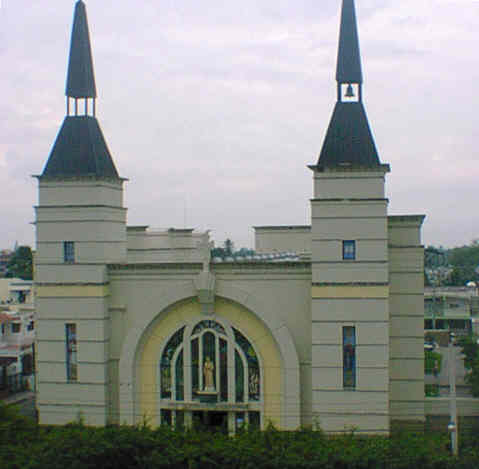
Catedral Santa Ana en 2006

Esta estructura es una mezcla espléndida de la arquitectura gótica y moderna. Cubre un bloque completo de la ciudad, limitada en el norte por la calle Colón, en el sur por la calle Santa Ana, en el oeste por la calle Matías Ramón Mella y en el este por la calle Restauración. Fue donada y construida por el dictador Rafael L. Trujillo, quien presidió su inauguración en 1955. Su primera Reinauguración fue en el 2001 y la segunda, en 2016, tras varios años de reparaciones, remodelaciones y embellecimiento. Es la sede de la Diócesis de San Francisco de Macorís, cuyo obispo es el Monseñor Fausto Ramón Mejía Vallejo.

## Montecito de Oración
El  Montecito de Oración  es propiedad de José Gregorio Martínez Frías también llamado "Montecito de Getsemaní" es centro meditativo para los francomacorisanos y los turistas. Es administrado por la orden religiosa del Instituto de los Sacerdotes Diocesanos de Schoentatt. Fue inaugurado en 1985.Cada Viernes de Dolores de cada año el montecito recibe cientos de peregrinos al amanecer realizando un viacrucis recordando el recorrido que hizo Jesucristo desde sus respectivas parroquias.

## Transporte público

### Motoconchos
Los "motoconchos" son motocicletas que ofrecen servicio de taxi. Generalmente se han trazado planes para suspender este tipo de transporte debido a su alto nivel de peligrosidad, sin embargo siguen siendo comunes en la mayor parte de la ciudad.

### Guaguas
Las guaguas (autobuses) tienen puntos de inicio y final. Se conoce la ruta a la cual se dirigen las Guaguas por un letrero colocado en el frente, y se puede hacer una señal de mano para subir a la Guagua extendiendo una mano al frente y apuntando con un dedo hacia abajo. No hay paradas fijas, por lo que para bajar se le debe informar al "Cobrador" (alguien quien se mantiene parado en la puerta, vocea la ruta y cobra los pasajes) o también al "Conductor" (quien conduce la Guagua). Las rutas principales, están en las principales avenidas de la ciudad. Las Universidades tienen entrada de guaguas desde varias parte de la región Nordeste, pero estas tienen paradas fijas en lugares establecidos.

### Carros públicos
Los denominados «carros públicos» (conocidos como ´´conchos´´) son taxis colectivos que funcionan como una guagua que recorren una calle en ambos sentidos. Son más caros que los autobuses de la OMSA (que son inexistentes en la ciudad), costando casi igual que los autobuses regulares, pero mucho menos que los taxis regulares.

### Taxis
Los Radio Taxis o simplemente Taxis, funcionan como todos los taxis del mundo. Varias empresas de taxis existen, ofreciendo servicio de transporte privado a todas las personas que los llame por teléfono. No tienen paradas o trayectos fijos y los choferes casi siempre están dispuestos a cruzar el país entero si el cliente necesita transportarse a cualquier parte del país. También, muchos choferes de taxis esperan mientras el cliente hace sus compras en una tienda o come en un restaurante si el cliente lo desea. Por la conveniencia, este modo de transporte público es el más caro de todos. Las principales empresas son Jaya Taxi, Taxi San Francisco, Denny Taxi y la compañía de Taxis administrado por las Cooperativas de la ciudad.

## Deportes

### Equipo de béisbol
El béisbol es el deporte más popular en todo el país. En San Francisco de Macoris funciona uno de los seis equipos de la Liga Dominicana:
- Gigantes del Cibao han sido campeones en las temporadas de 2014-2015 y 2021-2022, es el equipo de béisbol más joven de la República Dominicana. Sus fanáticos los llaman "Los Potros".

Este equipo juega sus encuentros en el Estadio Julián Javier, ubicado en la carretera San Francisco-Nagua, donde se jugaron los Juegos Nacionales en el año 1975.

### Torneo de Baloncesto Superior
En San Francisco de Macorís se realiza cada año el Torneo superior con refuerzos de Basketball, donde varios equipos participan representado sectores y clubes sociales de la ciudad. El torneo se ha realizado desde 1985 y solo en 2007, por falta de recursos no se realizó el torneo.
El torneo es organizado por la Asociación de baloncesto de la Provincia Duarte (ASOBAPRODU) y cuenta con el patrocinio de las principales empresas de la ciudad.
Los equipos que participan en este torneo son:
- San Martín de Porres (CSM), Máximo ganador del campeonato con un total de 9 (1985, 1986, 1990, 1992, 1995, 1998, 2000, 2004, 2022), En este club han jugado atletas emblemáticos como Anderson Hernández, Juan de Dios Madera, Felix Acosta (el helicóptero) y los otros refuerzos nacionales Amaury Filion, Marlon Martínez, Otto Vantroi y Jack Michael Martínez. Sus oficinas se encuentran en la Calle Colon esq. Imbert en el Polideportivo de dicho Club.
- Juan Pablo Duarte (JPD), Eternos rivales del Club San Martín, han ganado 6 veces. Su rivalidad con el CSM se ha acentuado desde el 2000.
- Máximo Gómez (CMG), Equipo representativo de la parte norte de la ciudad, Rivales en la década de los 80 del Club San Martín. En 2010 con la cuestionada victoria de Máximo Gómez en la final del torneo ante el CSM ha acrecentado la vieja rivalidad que tenían ambos equipos.
- Santa Ana (CSA), Uno de los equipos más recientes. Ganó el campeonato en el primer año que debutó
- San Vicente de Paúl (CSV o SVP), Equipo legendario de la ciudad. Aunque solo ha ganado 1 torneo superior, en otros torneos han sido campeones en más de una ocasión.

En los últimos años, los partidos del Torneo superior con refuerzos de Basketball no se pudo celebrar en el Pabellón Bajo Techo de San Francisco de Macoris entre el periodo 2006-2008. Esto debido a la negligencia y a la falta de atención que tiene el gobierno conservador y derechista del Partido de la Liberación Dominicana (PLD), por ello se han jugado en el Polideportivo Raúl Duran, del Club San Martín, conocido también como El Coloso del Capacito.
Luego de tres años sin llevarse a cabo, la ABAPRODU logró reunir el consenso suficiente entre empresarios, políticos y la sociedad civil, para volver a realizar el torneo superior de baloncesto, que dio inicio el 1 de abril de 2016.

### Indios de San Francisco de Macorís
En la Liga Nacional de Baloncesto, los Indios de San Francisco de Macorís son el equipo representativo de la ciudad, que funcionan en el Pabellón Bajo Techo de San Francisco de Macoris, situado en la carretera San Francisco-Nagua, al frente del Estadio Julián Javier. El equipo es la selección de los mejores jugadores de los clubes de esta ciudad y jugadores nacionales como extranjero. 
En el año 2013, se convirtieron Campeones Liga Nacional de Baloncesto, en serie 4-3 en contra de los Titanes del Distrito Nacional.

## Infraestructuras
La ciudad está en un centro de distribución a toda la zona del noreste, por el que se conectan varias carreteras como la Samaná-Santiago y el ramal que sale de la Autopista Duarte hacia la región, actualmente en expansión.

### Plazas comerciales
- Plaza comercial y gubernamental Juan Pablo Duarte: ubicada en el centro de la ciudad, aloja a los negocios que fueron destruidos en un incendio ocurrido en el viejo mercado.
- Garden Plaza
- Caribbean Plaza
- Plaza San Francisco
- Plaza Álvarez
- San Francisco Mall
- Torre Río
- Colonial Plaza
- Palmares Mall
- Royal mall
- One mall

### Salud y servicios sociales
- Hospital Regional Universitario San Vicente de Paul; Fue inaugurado el 25 de julio de 1926 como institución hospitalaria para el servicio de la comunidad Francomacorisana con el nombre del apóstol de la caridad San Vicente de Paúl, anteriormente había servido de cuartel militar, que fue vendido por Juan Francisco Brea de Castillo. El hospital brinda asistencia a la región III, o lo que es lo mismo, a la región nordeste. Su planta física actual fue reconstruida en el año 1998 y sirve de centro de enseñanza a los estudiantes de la Universidad Autónoma de Santo Domingo (UASD), Universidad Católica Nordestana (UCNE), y a la Escuela de Formación de Auxiliares de Enfermería (CAAE y ADOSECAEN).
- Centro Medico Siglo XXI, es una institución de servicios médicos surgida en el año 1991, luego de que un grupo de médicos que en su mayoría hicieron sus estudios universitarios y especialidades juntos, se reunieran con el interés de unir sus esfuerzos y conocimientos para la construcción del mismo. Actualmente se ha iniciado un proceso de expansión, en el cual se instalara la ''Torre ejecutiva'' que acogerá el área administrativa del centro.
- Escuela de Educación Especial de Rehabilitación; Dirigida a niños con discapacidad física, mental e intelectual, con diferentes profesionales en el área, fisiatra, terapeuta físico, ocupacional y del lenguaje, psicólogo,y profesionales en el área de educación especial.
- Centro Medico Dr. Ovalle; Es el primer centro de salud privado de esta ciudad, funcionando desde 1966 como entidad corporativa, y desde 1968 formalmente como centro de salud, originalmente llamado Centro Medico Duarte hasta meses después de su inauguración. Cuenta con modernas unidades de Tomografías, Mamografías, Laboratorios, Rayos X, Sonografías, Cardiología, y esta en planes de expansión hacia un edificio profesional.[10]
- Centro Cardio Renal y Especialidades.

### Proyectos
- Plaza de la Cultura Se encuentra en proceso de licitación por el gobierno. Estará dotada de un palacio de Bellas Artes, un museo y un teatro. Este proyecto lo coordina el equipo gestor, quien está integrado por José Manuel Acosta, la periodista Nelly Then Concepción, Julián Ulerio, Jordy Rosario, Art. Plast. Radhel Gabin,  Bianny García, José Manuel Acosta (hijo) , María Mercedes Veras y Reydira Alexandra Sánchez, todos francomacorisanos de origen y domicilio.
- Aeródromo El Departamento Aeroportuario del Gobierno lleva a cabo las obras. Será un aeropuerto con una pista para albergar aeronaves de hasta 20 asientos.
- Expansión de la carretera San Francisco-Controba: Se encuentra en proceso de licitación por el gobierno. Ampliación de 2 a 4 carriles incluye instalación de peaje.
- Torres y edificios comerciales: Torre Diana Carolina IV, con 8 niveles,  Torre Diana Carolina V, con 6 niveles, Trébol IV, con 7 pisos; Vista Park II, con 9 pisos; Ensueño V, con 5 Pisos; Juan Carlos I, II, III, IV, con 7, 7, 6 y 6 pisos respectivamente. torre Manhattan 14 pisos, Plaza La Guira, Torre Géminis con 6 Pisos,(todo por el sector privado).
- Hospital de especialidades medicas del Nordeste: Estará ubicado en la comunidad de Guiza, al este del municipio.
- HACMA MEDICAL CENTER Está ubicado en el Distrito Municipal de Proyecto Aguayo. Será un moderno centro similar a la Plaza de la Salud en Santo Domingo. Hasta el momento solo está disponible en su primera etapa.

Avenida Circunvalación Sur:
Esta avenida que todavía está en construcción contará con 10 km de largo comunicando desde la salida Santo Domingo a la salida nagua para desahogar el tránsito en el centro de la ciudad de San Francisco de Macorís.

## Educación

### Educación primaria y secundaria
Los colegios más prestigiosos de San Francisco de Macorís son: el Colegio La Altagracia, el San Vicente de Paul, Colegio Bilingüe IADIS, Colegio Renacimiento, conocido por su popular banda de música estudiantil, Colegio Santa Rosa De Lima, Colegio Continental, Colegio Arco Iris y el Colegio Pedro Francisco Bono, Propiedad de la Universidad Católica Nordestana, Colegio Evangélico Rev. José Francisco De Jesús, Colegio Episcopal Jesús de Nazareno. También el Colegio Blue Sky actualmente Colegio Cielo Azul.
La Escuela Padre Brea, los Liceos Manuel María Castillo, Eugenio Cruz Almanzar, el Ercilia Pepín y el Politécnico Vicente Aquilino Santos, se cuentan como los principales centros públicos de educación que existen en el casco urbano de la ciudad, además del el Liceo Pedro Mir de Jaya (Gran Junior) unas de las instituciones educativas secundarias públicas más destacadas de esa ciudad ubicado en el Distrito Municipal de Jaya.

### Educación superior

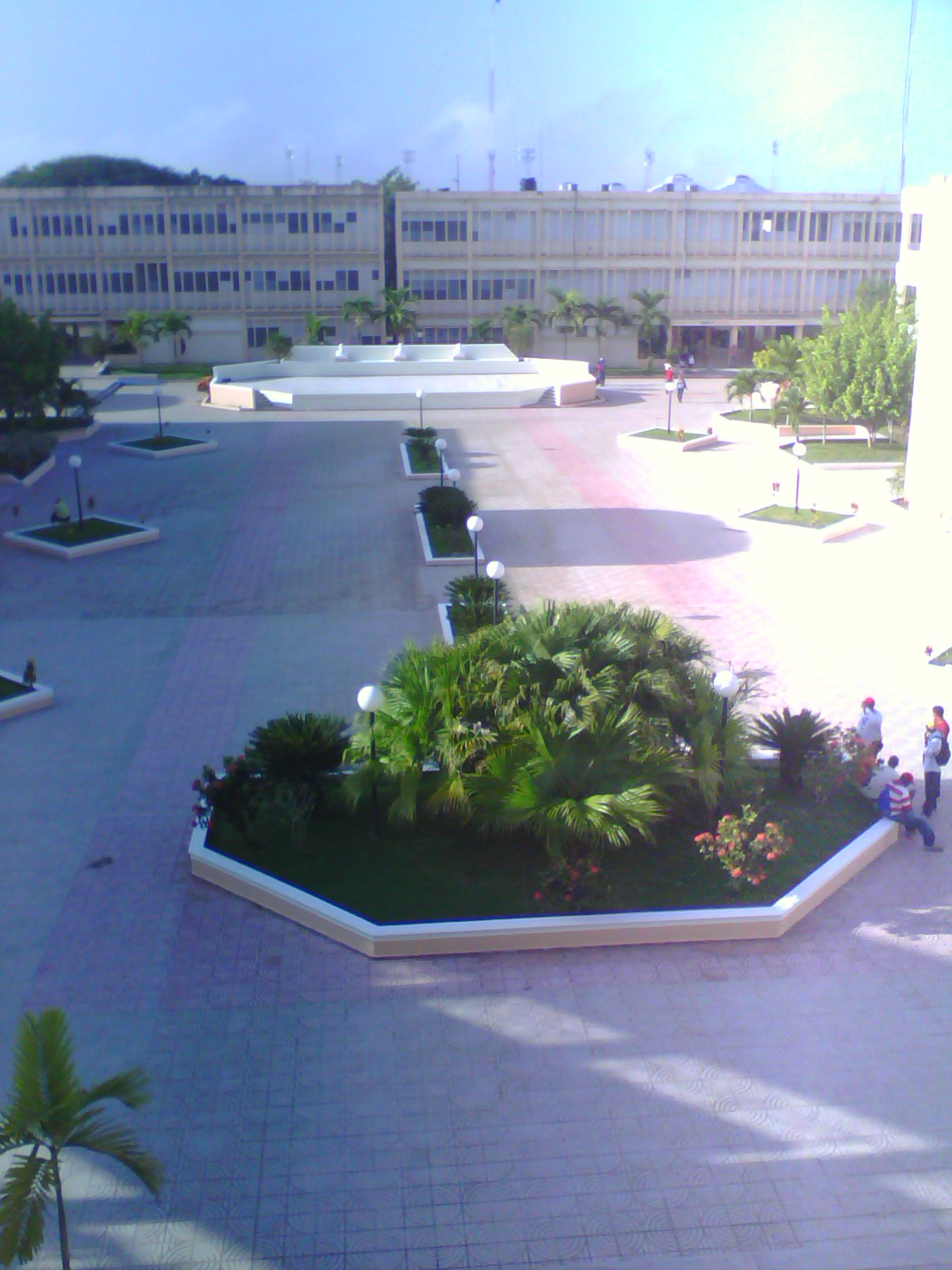
UASD recinto San Francisco de Macorís

En San Francisco de Macorís funcionan dos universidades, el recinto UASD San Francisco de Macoris de la Universidad Autónoma de Santo Domingo que cuenta con más de 20,000 estudiantes, siendo la más poblada después de la central. También cuenta con la Universidad Católica Nordestana que está categorizada como unas de las mejores de todo el país.

## Medios
San Francisco de Macorís tiene varias estaciones de radio, televisión, medios impresos y digitales. Cada uno de ellos de cierto modo cobra importancia al momento de un suceso importante de interés local. Entre los medios impresos cabe mencionar el periódico quincenal EL JAYA, fundado el 20 de noviembre de 1985; su director y fundador es el periodista Adriano Cruz Marte. También se encuentra El Regional, dirigido por el periodista Tony Reyes, enfocado principalmente en el acontecer de las provincias de la región nordeste y en actividades deportivas.

### Emisoras de radio
El circuito HIBI es la principal empresa radio-difusora de San Francisco de Macorís, cuenta con las Emisoras: H102, Festival FM e Hibi Radio 1070 AM, conocido como Canal de Oro Dominicano. También otra empresa radio-difusora de gran rating es Radio Taina 104.5 FM y 1620 AM las cuales son propiedad del Circuito Tele-Sonido. Existen más estaciones como El Bloke 106.7 de Radio Cadena Hispanoamericana, Digital 94 y Radio Merengue 1130 AM del Circuito Merengue, Sitial FM; Bonche FM y La Kalle, esta última propiedad del grupo Telemicro. En cuanto a radio por internet, se destaca SERIE 56 RADIO, de la página www.Serie56.com

### Cadenas de televisión y sistemas de cable
Teleoperadora del Nordeste (TELENORD) es la principal cadena de televisión y principal prestadora de servicios de Televisión por cable de la ciudad, extendiendo su servicio a gran parte de la región del nordeste. Operando desde principios de los 90's, es a partir del año 2000 que inicia su expansión, alcanzando su gran momento en el 2009 al trasladarse a un nuevo edificio ubicado en la Ave. Frank Grullón. La empresa, propiedad de los hermanos Vargas, inicio desde mediados de 2011 el traslado de su sistema de cable análogo a Digital, para competir así con los nuevos sistemas de cable nacionales e intercionales. Telenord tiene 5 canales locales de los 7 existentes: Telenord Canal 10, TVN 8, Canal 12, Telenord 14 y Canal 56 para la transmisión de eventos culturales, deportivos y sociales.  
Existen otras cadenas de televisión, Una de ellas es Arcoíris Televisión canal 49, que opera en señal abierta, con presencia a nivel regional gracias a Telenord. También opera en el canal 3 de Telecable de Tricom, y 8 de Wind Telecom, también Somos TV 56, que es el único canal HD de la región y está en la plataforma de Telecable de Tricom.
ClaroTV, Sky, Tricom y Wind Telecom son los demás servicios de Cable digital que existen en esta ciudad.

### Medios Digitales
Existen numerosos portales en internet que cubren eventos deportivos, sociales y culturales. Los más importantes, y en orden a su antigüedad son:
| * Francomacorisanos.com, El primer medio digital de San Francisco de Macorís y el país, dedicado a la cobertura de eventos sociales, creado en el año 2003 por el señor Franklin Santos. - Telenord.com.do, del Grupo Telenord, es uno de los portales de referencia informativa a nivel local, regional y del cibao. Realiza cobertura de las principales actividades y eventos locales. - eljaya.com, el portal oficial del periódico El Jaya. Después de la renovación de su página web, ha aumentado su presencia y publica informaciones a cada momento. - Cafe56.net, pionero en la diversificación de la comunicación e información digital en SFM. - Calle56.com, del Periodista Marcos Santos. - Agenda56.com, es uno de los portales de referencia en informaciones locales. - Fulldeto.net, portal local de eventos. - SFMacoris.com, portal local y regional de eventos. Es uno de los más antiguos. - Fiebredeportiva.com, del Cronista Junior Matrille. - Serie56.com. | - Figureo56.com, periódico digital más completo de SFM. - Magnaventas.com, sitio de Compra y Ventas por Internet. - Elpituco.com, portal local de eventos de relevancia. - TuVozRD.com, un medio digital de cobertura regional especializada, de los Periodistas Miguel y Nurilissa Montilla. - macorishoy.com, es un sitio web orientado al desarrollo y crecimiento del pueblo francomacorisano. Promueve la cultura, la educación, el respeto. - Elpulmóndelademocracia.com, portal local de noticias locales, nacionales e internacionales al minuto del periodista Alex Díaz, conductor del programa Sin Límites, que se emite a través de Telenord. - Noesis.com.do, un importante portal que busca no solo informar, sino educar, cubriendo las actividades más importantes de la región. - Laversiondigital.com, periódico digital dirigido por la periodista Germania Cuello. |